# Linus Nord
Linus Nord född 6 mars 1989, är en före detta svensk barnskådespelare.
1996 - Det susar i säven (Stadsteatern, Stockholm)

## Filmografi
- 2003 - Lejontämjaren
- 2001 - Familjehemligheter
- 2000 - Mannen utan ögon